# Gymnocantharis himalaica
Gymnocantharis himalaica es una especie de coleóptero de la familia Cantharidae.

## Distribución geográfica
Habita en Kashmir (India).